# Bisdom Gracias
Het bisdom Gracias (Latijn: Dioecesis Gratiarum) is een rooms-katholiek bisdom met als zetel Gracias, in Honduras. Het bisdom is suffragaan aan het aartsbisdom San Pedro Sula. 

## Geschiedenis
Het bisdom werd opgericht op 27 april 2021, uit delen van het bisdom Santa Rosa de Copán, en was suffragaan aan het aartsbisdom Tegucigalpa. Op 26 januari 2023 veranderde het van kerkprovincie en werd suffragaan aan het nieuw verheven aartsbisdom San Pedro Sula. 

## Parochies
Het bisdom had in 2021 een oppervlakte van 7.357 km2 en telde 574.693 inwoners waarvan 89,7% rooms-katholiek was.

## Bisschoppen
- Walter Guillén Soto (27 april 2021 - heden)